# Keswick (Californie)
Pour les articles homonymes, voir Keswick.
Keswick est une census-designated place du comté de Shasta, dans l'État de Californie, aux États-Unis,. En 2020, elle compte une population de 188 habitants.